# Cristina Cavalli
Cristina Cavalli (Breno, 19 dicembre 1985) è un'ex ginnasta italiana, vincitrice di medaglie ai Campionati italiani assoluti, ai Giochi del Mediterraneo e ai Campionati europei di ginnastica artistica.

## Biografia
All'età di sei anni comincia a praticare l'attività presso la Ginnastica Artistica Camunia di Darfo Boario Terme, il suo paese di residenza. Nel 1997 viene scelta per trasferirsi alla GAL Lissone. Inizialmente allenata da Gabriella Rizzi, passa poi sotto la supervisione degli allenatori Walter Consonni e Claudia Ferrè, mentre in nazionale è allenata da Paolo Pedrotti e Rodica Demetrescu.

### Carriera
- Nel 2000 partecipa al campionato di Serie A1. Partecipa ai Campionati europei juniores di Parigi, ottenendo il 7º posto con la nazionale juniores (con Ilaria Colombo, Claudia Sparpaglione, Daria Sarkhosh ed Erika Soligo) e il 17º nel concorso generale.[2][3][4]
- Nel 2001 partecipa ai Campionati mondiali di Gand, piazzandosi al 52º posto a livello individuale[5], e ai Giochi del Mediterraneo di Tunisi, dove ottiene una medaglia d'argento a squadre insieme a Monica Bergamelli, Ilaria Colombo, Maria Teresa Gargano e Giorgia Denti. Si piazza inoltre al 4º posto al volteggio e al 6º alle parallele asimmetriche.[3][6][7] Partecipa a fine novembre al campionato nazionale di categoria a Lavagna, dove vince la medaglia d'argento con 33,825 punti dietro a Monica Bergamelli e davanti a Giorgia Denti.[8] A dicembre partecipa ai campionati italiani assoluti di Gorizia dove con 33.250 punti vince la medaglia di bronzo nel concorso generale individuale dietro a Ilaria Colombo e Monica Bergamelli, vince poi l'argento al corpo libero e al volteggio, mentre arriva in sesta posizione alla trave e riesce ad ottenere una medaglia di bronzo al corpo libero.[9] Sempre nel 2001 partecipa alla prima e alla seconda tappa di Serie A con la Gal Lissone e in entrambe le tappe a Schio e Vercelli vince la medaglia d'oro con le compagne Ilaria Colombo e Federica Rivolta.
- Nel 2002 partecipa ai Campionati europei di Patrasso, dove vince una medaglia di bronzo nel torneo a squadre nuovamente con Monica Bergamelli, Ilaria Colombo, Maria Teresa Gargano e Giorgia Denti.[10][11]
- Nel 2003 partecipa alla Coppa del mondo per club, a Charleroi, piazzandosi al secondo posto con la GAL Lissone. Partecipa inoltre ai Campionati mondiali di Anaheim, dove la nazionale italiana si piazza al 15º posto, mancando così la qualificazione per le Olimpiadi di Atene 2004.[2][3][12]
- Nel 2004 partecipa agli Campionati europei di Amsterdam: la nazionale si piazza al 6º posto.[2] Si ritira quello stesso anno.
- Dopo il ritiro, nel 2006 partecipa a uno spot pubblicitario della ditta Champion, compiendo alcune evoluzioni alla trave e alle parallele asimmetriche.